# ریفتون (پنسیلوانیا)
ریفتون (به انگلیسی: Reiffton) یک منطقهٔ مسکونی در ایالات متحده آمریکا است که در پنسیلوانیا واقع شده‌است. ریفتون ۴٬۱۷۸ نفر جمعیت دارد.